# Луцій Ноній Кальпурній Аспренат (консул-суфект 70 року)
Луцій Ноній Кальпурній Аспренат (? — після 78) — політичний діяч Римської імперії, консул-суфект 70 року.

## Життєпис
Походив з роду Ноніїв. Син Торквата Нонія Кальпурнія Аспрената. Про життя та діяльність мало відомостей. Був наближеним до імператора Веспасіана. Завдяки цьому у 70 році став консулом-суфектом. Надалі займав помітне становище у сенаті.

## Родина
Дружина — Аррія Кальпурнія
Діти:
- Луцій Ноній Кальпурній Торкват Аспренат, консул 94 та 128 року.
- Торквата